# Römerstraße Kempten–Kellmünz–Günzburg

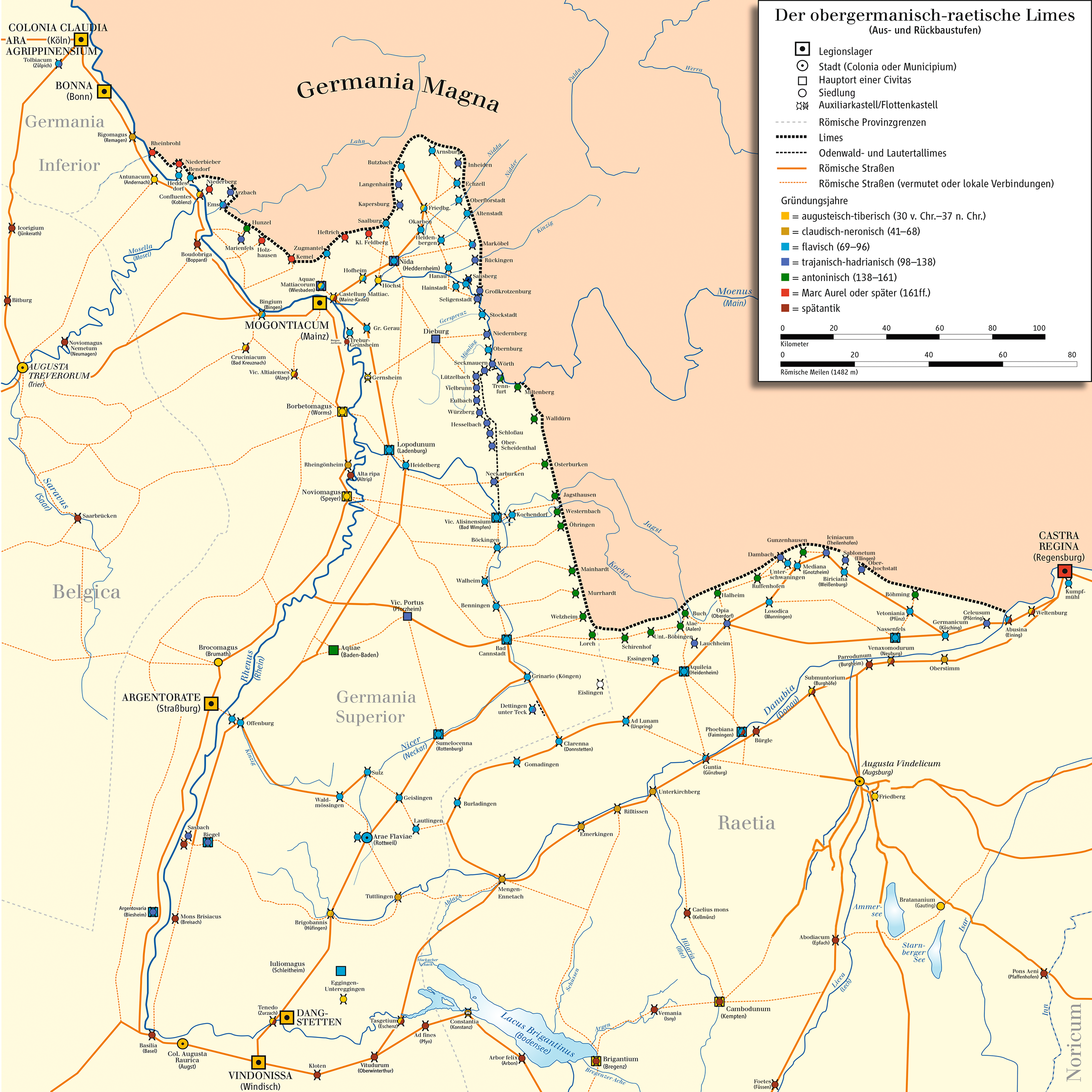
Verzeichnis der Römerstraßen und des Obergermanisch-Rätischen Limes

Die Römerstraße Kempten–Kellmünz–Günzburg verband die Stadt Kempten mit dem Kastellort Kellmünz und verlief danach weiter bis nach Günzburg. Entlang dieser Strecke standen römische Kastelle. Ausgangspunkt war Cambodunum (in spätrömischer Zeit „Cambidanum“), dann folgten die Kastelle Kellmünz Caelius Mons und Günzburg Guntia.
Ein Teilverlauf der ehemaligen Römerstraße zwischen Leubas und Kempten entspricht dem heutigen Straßenverlauf und steht unter Denkmalschutz. Ebenso ist der Verlauf der Römerstraße östlich von Illerberg unter Denkmalschutz gestellt. Der Verlauf der Römerstraße entspricht auch hier teilweise der heutigen Streckenführung.

## Liste der Kastelle und Burgi entlang der Römerstraße
Die Tabelle listet alle über die Römerstraße verbundenen Kastelle und die am Straßenverlauf errichteten Burgi auf. Zur besseren Unterscheidung sind die Kastelle andersfarbig dargestellt.
| Gemeinde                                                                 | Gemarkung          | Bemerkung                                                                                    | Koordinaten                                                              | Denkmalnummer                   | Bild |
| ------------------------------------------------------------------------ | ------------------ | -------------------------------------------------------------------------------------------- | ------------------------------------------------------------------------ | ------------------------------- | ---- |
| Kempten                                                                  | Kempten Sankt Mang | Cambodunum Kastell Cambidanum                                                                | 47° 43′ 35,84″ N, 10° 19′ 31,17″ O                                       | D-7-8227-2004 D-7-8227-0045     |      |
| Lauben                                                                   | Lauben             |                                                                                              | 47° 46′ 15,3″ N, 10° 20′ 10,95″ O                                        | D-7-8228-0006                   |      |
| Dietmannsried                                                            | Überbach           |                                                                                              | 47° 47′ 48,73″ N, 10° 18′ 41,04″ O                                       | D-7-8227-0003                   |      |
| Dietmannsried                                                            | Schrattenbach      |                                                                                              | 47° 51′ 8,3″ N, 10° 15′ 24,36″ O                                         | D-7-8127-0039                   |      |
| Bad Grönenbach                                                           | Waldegg            |                                                                                              | 47° 52′ 9,21″ N, 10° 14′ 4,28″ O                                         | D-7-8127-0020                   |      |
| Bad Grönenbach                                                           | Raupolz            | Ungesicherter Standort, (siehe K. Schnieringer)                                              |                                                                          |                                 |      |
| Woringen                                                                 | Woringen           | Burgus entweder im Bereich der Unteren Burg oder in der Nähe der Kirche Unser Frauen         | 47° 55′ 31,7″ N, 10° 11′ 57,96″ O oder 47° 55′ 20,55″ N, 10° 12′ 7,38″ O | D-7-78-219-9 oder D-7-8027-0038 |      |
| Memmingen                                                                | Memmingen          |                                                                                              | 47° 57′ 10,49″ N, 10° 11′ 1,1″ O                                         | D-7-8027-0007                   |      |
| Memmingen                                                                | Memmingen          | Auf den Resten des Burgus wurde die Kirche St. Martin in Memmingen errichtet.                | 47° 59′ 10″ N, 10° 10′ 45″ O                                             | D-7-64-000-166                  |      |
| Memmingen                                                                | Steinheim          | Ungesicherter Standort, (siehe K. Schnieringer)                                              |                                                                          |                                 |      |
| Heimertingen                                                             | Heimertingen       |                                                                                              | 48° 1′ 49,04″ N, 10° 8′ 30″ O                                            | D-7-7926-0006                   |      |
| Fellheim                                                                 | Fellheim           | Ungesicherter Standort, (siehe K. Schnieringer). Möglicherweise im Bereich der Schlossanlage |                                                                          |                                 |      |
| Pleß                                                                     | Pleß               | Ungesicherter Standort, (siehe K. Schnieringer)                                              |                                                                          |                                 |      |
| Kellmünz                                                                 | Kellmünz           | Kastell Caelius Mons                                                                         | 48° 7′ 13,57″ N, 10° 7′ 40,91″ O                                         |                                 |      |
| Zwischen Caelius Mons und Guntia sind keine Standorte von Burgi bekannt. |                    |                                                                                              |                                                                          |                                 |      |
| Günzburg                                                                 | Günzburg           | Kastell Guntia                                                                               |                                                                          |                                 |      |